# Mîșutîne, Putîvl
Mîșutîne (în ucraineană Мишутине) este un sat în comuna Reveakîne din raionul Putîvl, regiunea Sumî, Ucraina.

## Demografie
Componența lingvistică a localității Mîșutîne
     Rusă (94,19%)
     Ucraineană (5,81%)
Conform recensământului din 2001, majoritatea populației localității Mîșutîne era vorbitoare de rusă (94,19%), existând în minoritate și vorbitori de ucraineană (5,81%).